# Тена Гардуньо, Альфредо
Альфредо Тена Гардуньо (исп. Alfredo Tena Garduño род. 21 ноября 1956, Мехико) — мексиканский футболист, игрок сборной Мексики.

## Карьера
Почти всю свою карьеру Альфредо провел в составе футбольного клуба «Америка» из Мехико. За 17 лет в его составе он провёл 603 матча, в которых забил 34 мяча. В сезоне 1991-1992 провёл 2 матча за футбольный клуб «Эстудиантес Текос».

С 1976 года выступал за сборную Мексики, провёл в её составе 107 матчей. Принимал участие в чемпионате мира 1978 года.

В 1993 году начал тренерскую карьеру.